# El Hammam
El Hammam  (in arabo الحمام‎?) è un centro abitato e comune rurale del Marocco situato nella provincia di Khénifra, regione di Béni Mellal-Khénifra. Conta una popolazione di 12 830 abitanti (censimento 2014).